# Odwalla Inc.
Odwalla Inc. (pronunciado /oʊˈdwɔːlə/) fue una empresa estadounidense de productos alimenticios que comercializaba zumo de fruta, smoothies y barritas alimenticias. Se fundó en Santa Cruz (California) en 1980 y su sede central está en Half Moon Bay (California). 
La compañía experimentó un fuerte crecimiento después de su constitución en 1985, expandiendo su red de distribución de California a la mayor parte de Estados Unidos, y en 1993 salió a bolsa. Sin embargo, en 1996 se produjo un periodo de declive como consecuencia de un peligroso brote de la bacteria Escherichia coli debido a la contaminación de su zumo de manzana. Odwalla retiró sus zumos del mercado y acusó una reducción en las ventas del noventa por ciento tras el incidente. La compañía se recuperó gradualmente y unos pocos años después volvió a tener beneficios.
Odwalla fue adquirida por The Coca-Cola Company en 2001 por 181 millones de dólares y se convirtió en una subsidiaria en propiedad absoluta de
The Coca-Cola Company. 
La gama de productos de Odwalla va desde los zumos, pasando por los smoothies, la leche de soja, el agua embotellada y las bebidas orgánicas hasta varios tipos de barritas energéticas, conocidas como "barritas alimenticias". Aunque en un principio Odwalla vendía zumos no pasteurizados (porque el proceso de pasteurización altera el sabor del zumo), tras el brote de E. coli, Odwalla adoptó la pasteurización flash  y otros procedimientos sanitarios.

## Historia

### Origen
Odwalla se fundó en 1980 en Santa Cruz (California), por Greg Steltenpohl, Gerry Percy y Bonnie Bassett. La planta de producción de Odwalla está en Dinuba (California). Los tres fundadores tuvieron la idea de vender zumo de fruta a partir de un directorio de empresas y empezaron exprimiendo zumo de naranja con un exprimidor de segunda mano en la parte trasera de un cobertizo de Steltenpohl. Vendían su producto en la parte de atrás de una furgoneta Volkswagen a restaurantes locales, usando eslóganes como "soil to soul, people to planet and nourishing the body whole" (de la tierra al alma, de la gente al planeta, nutriendo todo el cuerpo).
El nombre de  su lanzamiento, "Odwalla", se tomó de un personaje que guiaba a "la gente del sol" fuera de la "neblina gris" en la canción-poema "Illistrum",  que era la preferida de los fundadores y que estaba compuesta por Roscoe Mitchell e interpretada por el grupo de jazz Art Ensemble of Chicago del que Mitchell era miembro/ Steltenpohl, Percy y Bassett la relacionaron con sus productos ya que creían que estos "ayudaban a los seres humanos a escapar de la aburrida amalgama de comida prefabricada tan común hoy día".

### 1996 Constitución

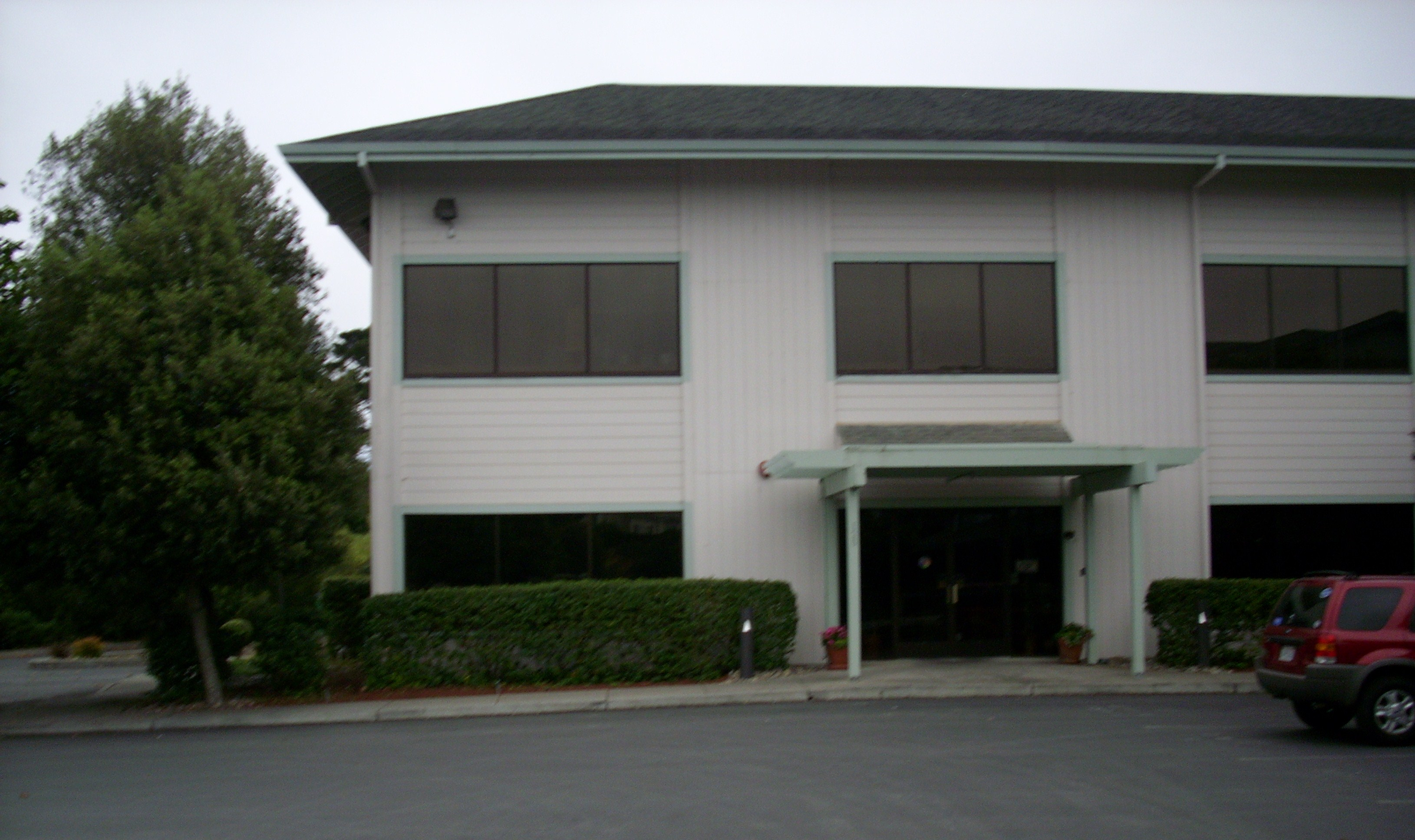
La sede de Odwalla Inc. en Half Moon Bay (California).

Odwalla se constituyó en septiembre de 1985 tras cinco años de crecimiento y se amplió para vender productos en San Francisco en 1988. Hambrecht & Quist Inc., una sociedad de capital riesgo de San Francisco, era uno de los principales inversores de Odwalla en aquel momento: invirtió varios millones de dólares en la empresa. En 1992, la empresa tenía en plantilla a ochenta personas en su sede central de Davenport (California) y vendía alrededor de veinte sabores de zumo diferentes con precios que iban de 1,5 a 2 $ la pinta. Odwalla salió a bolsa en diciembre de 1993 (NASDAQ:ODWA); la sociedad contaba con 35 camiones repartidores, casi doscientos empleados y facturaba unos trece millones de dólares al año. Poco tiempo después, Odwalla se expandió a nuevos mercados al comprar dos compañías en el Pacífico Noroeste y en Colorado.
Odwalla construyó una nueva planta de producción en Dinuba (California) en 1994 con el objetivo de cubrir mejor la demanda de producción. Al año siguiente, la empresa trasladó su sede a Half Moon Bay (California).
El continuo crecimiento y la inversión externa que se produjo durante esos años ayudaron a que la empresa creciera y se expandiera: los ingresos de Odwalla se triplicaron entre 1994 y 1995; y en 1996 las ventas alcanzaron los 59 millones de dólares, el máximo de toda su historia. Este crecimiento constante convirtió a Odwalla en una de las tres compañías más importantes de zumos naturales de Norteamérica en el año 1996, ya que la compañía vendía sus productos en supermercados de siete estados y en diversas partes de Canadá. Se estimaba que alcanzarían los cien millones de dólares en ventas para el 1999. Gran parte de este crecimiento se debió a la percepción de que los productos Odwalla eran más sanos porque no se pasteurizaban.

### 1996 Brote deEscherichia coli

#### Problemas sanitarios anteriores al brote deE. coli
La planta de producción de Odwalla tenía varios problemas relacionados con la seguridad alimentaria, muchos de los cuales surgieron debido a que Odwalla no pasteurizaba los zumos. Diversos exámenes realizados en 1995 evidenciaron que en la fábrica de Odwalla había bajos niveles de Listeria monocytogenes, un agente patógeno que puede ser perjudicial para las mujeres embarazadas. A consecuencia de ello, la empresa invirtió varios millones de dólares en la actualización de las prestaciones sanitarias de la planta y los niveles bacterianos se redujeron hasta alcanzar "niveles relativamente bajos".
El año siguiente, Dave Stevenson, director de servicios técnicos de Odwalla y encargado de supervisar el control de calidad, sugirió a los ejecutivos de Odwalla que se añadiera una solución de cloro para evitar la proliferación de bacterias en la cáscara de las frutas procesadas, con lo que se completaría el actual proceso de lavado con ácido fosfórico. Sin embargo, el plan fue desestimado por el vicepresidente primero Chip Bettle, por temor a que los productos químicos dañaran las frutas y alteraran el sabor del zumo
En una carta a The New York Times fechada el 5 de enero de 1998, Christopher C. Gallagher, director de comunicaciones de Odwalla, escribió que «En el periodo anterior a la retirada del producto, Odwalla modernizó de forma continua su proceso de fabricación. Es más, el principal indicador que teníamos sobre la calidad general eran las lecturas diarias del nivel bacteriano, que en el zumo de manzana eran relativamente bajos y decrecientes».

#### Brote y posterior retirada
El 30 de octubre de 1996, representantes de sanidad del estado de Washington comunicaron a Odwalla que habían hallado relación entre un brote de la bacteria E. coli O157:H7 y uno de los lotes de zumo de manzana recién hecho fabricado por Odwalla el 7 de octubre. Esta información se confirmó el 5 de noviembre y todo indica que la causa fue el empleo de fruta podrida, ya que según un testigo se utilizó fruta con un alto grado de deterioro. Otra fuente de contaminación podrían ser las manzanas caídas del árbol que entraron en contacto con heces de animales y no se lavaron debidamente. La confirmación de que la bacteria procedía de fuera de la fábrica llegó cuando, en una inspección realizada el 15 de noviembre, no se hallaron pruebas de contaminación de E. Coli en las instalaciones. 
La aparición del brote causó gran sorpresa: la planta había sido inspeccionada por la FDA tres meses antes y los supervisores de Odwalla desconocían que la bacteria E. coli pudiera crecer en un zumo de manzana, ácido y refrigerado. No obstante, el 30 de octubre y siguiendo una recomendación de la FDA, Stephen Williamson, consejero delegado de Odwalla, retiró voluntariamente trece productos que contenían zumo de manzana de unos 4600 comercios. Como medida de precaución, al día siguiente se retiraron también los zumos de zanahoria y de verduras que se procesaban en la misma línea.
La retirada de los productos costó a la compañía 6, 5 millones de dólares y completarla le llevó 48 horas, utilizando casi 200 camiones para recoger los productos retirados. Odwalla abrió una página web y una centralita telefónica para atender las preguntas de los consumidores sobre la retirada. 
Como consecuencia del brote, Anna Gimmestad, una niña de 16 meses de Denver, colorado, murió a causa de una insuficiencia renal severa, y al menos 66 personas enfermaron. Catorce niños fueron hospitalizados con síndrome urémico hemolítico, una grave alteración en el riñón y en la sangre. Según los médicos, sería probable que estos niños sufrieran lesiones crónicas de riñón además de otros daños permanentes. Como consecuencia, las existencias de Odwalla bajaron en un cuarenta por ciento y sus ventas cayeron en un noventa por ciento. La compañía despidió a 60 empleados y a fin de año fiscal contabilizó unas pérdidas por valor de 11,3 millones de dólares. 
El brote se produjo porque Odwalla vendía zumo de frutas sin pasteurizar, a pesar de que la pasteurización ya llevaba mucho tiempo establecida en la industria del zumo de frutas. Según Odwalla el proceso de pasteurización altera el sabor del zumo y destruye al menos el 30% de los nutrientes y encimas que contiene. En vez de eso, Odwalla optaba por lavar la fruta aprovechable con químicos desinfectantes antes del prensado. La compañía fue finalmente acusada de 16 delitos de distribución de zumo contaminado, debido a la ausencia de pasteurización y a otras múltiples irregularidades en sus prácticas sanitarias (un contratista advirtió que los equipamientos de Odwalla para el procesamiento de cítricos estaba muy descuidado y criando bacterias de la porquería) Odwalla se declaró culpable y le fue impuesta una multa de 1,5 millones de dólares, la mayor sanción de los Estados Unidos en un caso de intoxicación por comida. Con el permiso del juez, Odwalla donó 250.000 dólares del millón y medio para financiar la investigación preventiva de intoxicaciones por alimentos. Además, la compañía gastó unos 12 millones de dólares en indemnizaciones para alrededor de una docena de demandas de familias cuyos hijos resultaron intoxicados.
Para recuperar las ventas tras la retirada, Odwalla reformuló cinco productos para eliminar su contenido de zumo de manzana, y los lanzó en noviembre de 1996. Se introdujo la pasteurización rápida en el proceso de fabricación junto a otras medidas de seguridad, y los zumos volvieron a los estantes de las tiendas el 5 de diciembre de 1996.